# アイム・レディ (マディ・ウォーターズのアルバム)
『アイム・レディ』（I'm Ready）は、アメリカ合衆国のブルース・ミュージシャン、マディ・ウォーターズが1978年に発表したスタジオ・アルバム。

## 背景
前作『ハード・アゲイン』（1977年）に引き続き、ジョニー・ウィンターがプロデューサーに起用された。また、かつてウォーターズと共演したジミー・ロジャーズ及びビッグ・ウォルター・ホートンも迎えた編成でレコーディングされた。なお、ロジャーズは1954年に行われた「アイム・レディ」のオリジナル・ヴァージョンの録音に参加している。当時ウォーターズのツアー・バンドでギターを弾いていたボブ・マーゴリンは、本作ではウォーターズ、ウィンター、ロジャーズという3人のギタリストがいるため自分の出番がないと感じていたが、最終的にはウォーターズの進言によりベーシストとして参加した。
2004年リマスターCDにボーナス・トラックとして収録された「ノー・エスケイプ・フロム・ザ・ブルース」、「ザッツ・オールライト」、「ロンリー・マン・ブルース」は、いずれも本作のために行われたセッションのアウトテイクで、「ザッツ・オールライト」ではロジャーズがボーカルも兼任した。

## 反響・評価
アメリカでは、1978年3月25日付のBillboard 200で最高157位を記録した。グラミー賞では最優秀トラディショナル・レコーディング賞を受賞し、自身5度目のグラミー受賞を果たした。
キース・A・ゴードンはオールミュージックにおいて5点満点中4点を付け「『アイム・レディ』及びその前後作は、ブルースとは何かということを知りたがっている多くの聴き手にとって、糸口となり得るアルバムである」と評している。

## 収録曲
特記なき楽曲はマディ・ウォーターズ（マッキンリー・モーガンフィールド）作。
1. アイム・レディ - "I'm Ready" (Willie Dixon) - 3:25
2. 33イヤーズ - "33 Years" (McKinley Morganfield, C.E. Williams) - 5:19
3. フー・ドゥ・ユー・トラスト - "Who Do You Trust" - 5:00
4. コッパー・ブラウン - "Copper Brown" (M. Morganfield, Marva Brooks) - 4:58
5. フーチー・クーチー・マン - "I'm Your Hoochie Coochie Man" (W. Dixon) - 3:59
6. メイミー - "Mamie" (M. Morganfield, Jimmy Rogers) - 5:35
7. ロック・ミー - "Rock Me" - 3:53
8. スクリーミン・アンド・クライン - "Screamin' and Cryin'" - 5:04
9. グッド・モーニング・リトル・スクール・ガール - "Good Morning, Little School Girl" (Sonny Boy Williamson) - 3:29

### 2004年リマスターCDボーナス・トラック
1. ノー・エスケイプ・フロム・ザ・ブルース - "No Escape from the Blues" (M. Morganfield, C.E. Williams) - 6:17
2. ザッツ・オールライト - "That's Alright" (J. Rogers) - 4:58
3. ロンリー・マン・ブルース - "Lonely Man Blues" (M. Morganfield, Bob Margolin) - 4:17

## 参加ミュージシャン
- マディ・ウォーターズ - ボーカル(all songs)、ギター(on #2, #3, #4, #6, #8)
- ジョニー・ウィンター - ギター(on #1, #3, #4, #5, #7, #9)
- ジミー・ロジャーズ - ギター
- ビッグ・ウォルター・ホートン（英語版） - アコースティック・ハーモニカ(on #1, #5)、エレクトリック・ハーモニカ(on #2, #3, #8)
- ジェリー・ポートノイ（英語版） - アコースティック・ハーモニカ(on #6)、エレクトリック・ハーモニカ(on #1, #4, #5, #7, #9)
- パイントップ・パーキンズ - ピアノ
- ボブ・マーゴリン - ベース
- ウィリー・"ビッグ・アイズ"・スミス - ドラムス